# Nina Schultz
Nina Li Schultz, accreditata dal 2021 come Ninali Zheng (郑 妮娜力S, Zhèng NīnàlìP; New Westminster, 12 novembre 1998), è una multiplista canadese naturalizzata cinese.

## Biografia
Nipote dell'altista cinese record mondiale nel 1957 Zheng Fengrong, Schultz si dedica allo sport sin da piccola. I suoi successi nello sport  le hanno permesso di entrate alla Kansas State University, dove ha gareggiato nei circuiti NCAA. Nel 2018 si è classificata seconda, alle spalle della inglese Katarina Johnson-Thompson ai Giochi del Commonwealth in Australia.
Dal 2019 chiede alla World Athletics l'eleggibilità per la Cina nelle competizioni internazionali, non potendo così partecipare per due anni a nessuna competizione internazionale. Nel marzo 2021 Schulz, rinominata in Cina Zheng Ninali, è diventata la prima atleta ad essere naturalizzazta cinese, ed ha potuto prendere parte ai Giochi olimpici di Tokyo 2020.

## Palmarès
| Anno                         | Manifestazione          | Sede       | Evento    | Risultato | Prestazione | Note                          |
| ---------------------------- | ----------------------- | ---------- | --------- | --------- | ----------- | ----------------------------- |
| In rappresentanza del Canada |                         |            |           |           |             |                               |
| 2015                         | Mondiali allievi        | Cali       | Eptathlon | 11ª       | 5 406 p.    |                               |
| 2016                         | Mondiali under 20       | Bydgoszcz  | Eptathlon | 6ª        | 5 639 p.    | Miglior prestazione personale |
| 2018                         | Giochi del Commonwealth | Gold Coast | Eptathlon | Argento   | 6 133 p.    | Miglior prestazione personale |
| In rappresentanza della Cina |                         |            |           |           |             |                               |
| 2021                         | Giochi olimpici         | Tokyo      | Eptathlon | 10ª       | 6 318 p.    |                               |
| 2023                         | Campionati asiatici     | Bangkok    | Eptathlon | dnf       | dnf         |                               |
| 2023                         | Giochi asiatici         | Hangzhou   | Eptathlon | Oro       | 6 149 p.    |                               |